# Johannes Blommendael
Johannes Blommendael (auch Jan Blommendael; * 1650 in Den Haag oder Breda; † 1704 oder 1707 in Amsterdam) war ein niederländischer Bildhauer des Goldenen Zeitalters.
Über Blommendaels Leben ist nur sehr wenig überliefert. Es wird angenommen, dass er bei Rombout Verhulst in die Lehre ging und Mitglied der Akademie der Confrérie Pictura (siehe Koninklijke Academie van Beeldende Kunsten) war.

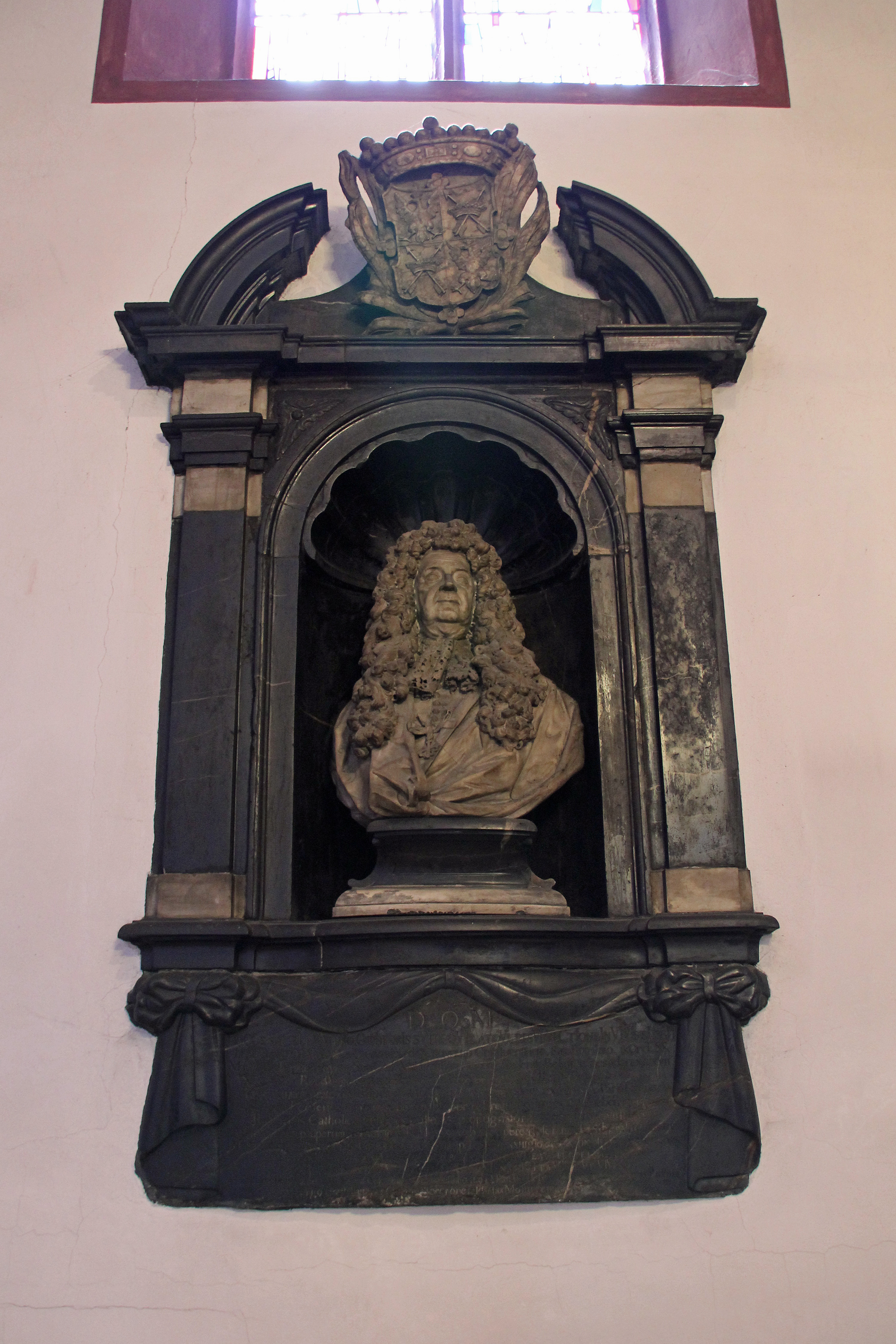
Büste von Johann Cramprich von Cronefeld in der Liebfrauenkirche von Koblenz, geschaffen von Johannes Blommendael

Er war bekannt mit Godfried Schalcken (1643–1706), einem zu seiner Zeit sehr berühmten Maler, der in London für den niederländischen Statthalter und englischen König Wilhelm III. arbeitete, mit dem Dordrechter Maler Arnold Verbuijs (1645–1729) und dem Amsterdamer Kunsthändler Johan van der Brugge, wie sich aus erhaltenen Verträgen aus den Jahren 1691 und 1692 ergibt.
Blommendael erhielt Aufträge vom Hof des niederländischen Statthalters Wilhelm III., der sich von ihm mehrere Male in Marmor abbilden ließ und ihn für die Gartendekoration seines Schlosses Het Loo heranzog. Hierfür schuf Blommendael neben mehreren Vasen eine Gruppe von vier Kindern, die die vier Winde darstellen. Eine der Büsten und eine Statue Willems III. stehen heute im Mauritshuis. Für den „Trêvezaal“ im Binnenhof führte er eine Reihe von Karyatiden in Holz aus.